# Gretchen Phillips
Pour les articles homonymes, voir Phillips.
Gretchen Phillips (née en 1963) est une autrice-compositrice-interprète américaine connue pour ses chansons humoristiques et liées à l'actualité. Gretchen Phillips a toujours été ouvertement lesbienne et son lesbianisme a inspiré une grande partie de son oeuvre.

## Enfance et début de carrière
Gretchen Phillips a grandi à Houston. Ses parents étaient musiciens et elle a joué de la musique depuis son enfance. Après avoir obtenu son diplôme à la High School for Performing and Visual Arts, elle décide de déménager à Austin en 1981. Elle veut y devenir artiste professionnelle et fait partie d'un groupe avec Sara Hickman.

## Meat Joy, Girls in the Nose et Two Nice Girls
Gretchen Phillips était membre de trois groupes influents au milieu des années 80 : le groupe punk Meat Joy (avec Jamie Lee Hendrix, Melissa Cobb Unit, John Hawkes - sous le nom de John Boy Perkins et Tim Pierre Mateer), le groupe de rock Girls in the Nose (avec Pam Barger, Kay Turner, Joanna Labow et Darcee Douglas) et le groupe de country/disco/rock/folk/pop Two Nice Girls (avec Pam Barger, Laurie Freelove, Meg Hentges et Kathy Korniloff). Two Nice Girls a attiré l'attention nationale avec la chanson de Gretchen Phillips I Spent My Last $10 (on Birth Control and Beer) (« J'ai dépensé mes 10 derniers dollars (en contraceptifs et en bière) ») qui satirisait les relations hétérosexuelles.

## Groupes et projets solo après Two Nice Girls
Après la séparation de Two Nice Girls, Gretchen Phillips a fait partie de The Gretchen Phillips Experience (avec Andy Loomis, Thor Harris, John Paul Keenon et Jo Walston), Dusty Trails (avec Josephine Wiggs et Vivian Trimble), Phillips & Driver (avec David Driver), Lord Douglas Phillips (avec Terri Lord et Darcee Douglas) et The Gretchen Phillips Ministries (avec la formation Experience), tout en se produisant en tant qu'artiste solo.

## Récompenses
Two Nice Girls a remporté un GLAAD Media Award en 1991. Gretchen Phillips a été intronisée au Temple de la renommée de l'Austin Chronicle Music Poll en 2001.

## Vie privée
Gretchen Phillips a toujours été ouvertement lesbienne et son lesbianisme a inspiré une grande partie de son oeuvre. Gretchen Phillips a principalement vécu à Austin, mais a également habité à San Francisco et à New York.

## Autre
Des archives collectées par Gretchen Phillips, comprenant des éléments tels que des critiques et des articles de presse, des enregistrements vidéo de ses spectacles et du courrier de fans, font partie de la collection sur la sexualité humaine de la bibliothèque de l'université Cornell.
Son nom apparait dans les paroles de la chanson Hot Topic de Le Tigre.

## Discographie
- The Many Moods of Meat Joy – Meat Joy
- Chant to the Full Moon, O Ye Sisters – Girls in the Nose
- Girls in the Nose – Girls in the Nose
- Meat Joy – Meat Joy
- 2 Nice Girls – Two Nice Girls
- Like a Version – Two Nice Girls
- chloe liked olivia – Two Nice Girls
- Songs to Save Your Soul – Gretchen Phillips
- A Taste of LDP – Lord Douglas Phillips
- Seitan is Real – The Gretchen Phillips Ministries
- Togetherness – Phillips & Driver
- Welcome to My World – Gretchen Phillips
- Welcome to My World and a Half – Gretchen Phillips
- Do You Ever Wish For More ? – Gretchen Phillips
- "Eau Du Lesbianism" appeared on Mr. Lady Records' sampler album, Calling All Kings & Queens, in 2001

## Remarques
1. 1 2  « Biography » [archive du 19 avril 2007], Gretchen Phillips' website
2. ↑  « Gretchen Phillips Bio », gretchen-phillips.com (consulté le 23 juin 2012)
3. ↑  McDonnell, « Girls + Guitars », Out, vol. 8,‎ avril 2000, p. 85 (ISSN 1062-7928, lire en ligne)
4. ↑  (en) Melanie Lefkowitz, « Lesbian singer's archive captures pre-internet gay life | Cornell Chronicle », Cornell Chronicle, News.cornell.edu,‎ 19 juillet 2017 (lire en ligne, consulté le 20 juillet 2017).
5. ↑  Tammy Oler, « 57 Champions of Queer Feminism, All Name-Dropped in One Impossibly Catchy Song », Slate Magazine, 31 octobre 2019